# Copa Itaú
Il Copa Itaú è un torneo professionistico di tennis giocato su campi in terra rossa. Fa parte dell'ITF Women's Circuit. Si gioca annualmente a Asunción in Paraguay.

## Albo d'oro

### Singolare
| Anno | Campionessa     | Finalista          | Punteggio |
| ---- | --------------- | ------------------ | --------- |
| 2011 | Romana Tabaková | Florencia Molinero | 6–1, 6–0  |

### Doppio
| Anno | Campionesse               | Finaliste                    | Punteggio        |
| ---- | ------------------------- | ---------------------------- | ---------------- |
| 2011 | Julia Cohen Tereza Mrdeža | Mailen Auroux María Irigoyen | 6–3, 2–6, [10–5] |